# Char D2
D2 (фр. Char de bataille D2) — французький легкий (деколи належить до середніх) піхотний танк 1930-х років. Модернізований варіант танка D1, розроблений в 1934 року. За час серійного виробництва з 1936 по 1940 рік було випущено 100 екземплярів. Під час Другої світової війни D2 обмежено використовувалися при обороні Франції 1940 року.
21 машина дісталася як трофеї німцям, які недовго використовували D2 під найменуванням Pz.Kpfw 733 (f).

## Розробка
23 січня 1930 у листі від Direction de l'Infanterie до міністерства оборони було запропоновано для заміни Char D1 побудувати новий танк, що мав би броню товщиною 40 мм. Завдяки потужному двигуну 120 к.с. він міг би розганятись до 22 км/год. Вага танка мала збільшитись з 14 до 15,5 тонн. Нова машина мала б стати легшою альтернативою Char B1 у ролі основного бойового танка, оскільки на той час діяла угода Ліги націй, що обмежувала вагу танків двадцятьма тонами.
14 квітня 1930 план було схвалено, а у травні було досягнуто домовленість про те, що танк конструюватиме Луї Рено. Випробування першого прототипу (що мав корпус, зроблений за допомогою заклепок) почались у квітні 1932, а 12 грудня 1933 було ухвалено рішення про серійний випуск. Однак на той час Німеччина уже вийшла з Ліги Націй і обмеження на вагу танків фактично перестало діяти. Через це замість запланованих 750 машин було прийнято план про закупівлю лише 50.
Тим часом тривали роботи над корпусом, зробленим за допомогою зварювання. Випробування трьох прототипів тривали з грудня 1934 по літо 1935. 29 грудня 1934 компанія Рено отримала замовлення на 50 машин, ціною 410000 франків кожна. Башти танків постачались окремо, ціна кожної склала 200000 франків. Перші серійні танки були виготовлені у травні 1936.
У 1938 році виникла ідея про створення вогнеметного танка на основі Char D2. 5 грудня 1939 було завершено переобладнання однієї з машин першої партії, почались випробування. 28 березня 1940 було ухвалено рішення про замовлення комплектів для переобладнання усіх 50 машин у вогнеметні. Також існував інший проєкт, що передбачав встановлення на танки модернізованих башт APX 1A. У результаті на початку 1940 на деякі танки були встановлені нові башти, водночас проєкт вогнеметних танків так і не був офіційно скасований та продовжував існувати на папері.
Навесні 1937 міністерство оборони Франції ухвалило рішення про закупівлю наступної партії у 50 машин Char D2. З різних причин виконання замовлення відкладалось, тому танки другої партії почали надходити до армії лише у 1940. Доля останніх 13 машин цієї партії залишається невідомою, оскільки їх відвантажили 12 червня, вже після початку бойових дій, коли завод Рено мав евакуюватись.

## Конструкція та характеристики
Загалом Char D2 багато в чому був схожим на Char D1. У D2 використовувалась башта нового типу AMX1, висота машини становила 266,6 см, а висота корпусу — 175,5 см. Довжина 546 см, ширина 222,3 см. Гусениці нового танка були на 35 мм вужчі, ніж у D1.
Екіпаж складався з трьох осіб: водій та радист сиділи поряд у корпусі, а командир (що також виконував функції стрільця та заряджаючого) знаходився у башті.
Товщина броні складала 40 мм, вага танка в цілому — 19,75 тон (трохи менше обмеження у 20 тонн). Танк міг долати броди глибиною до 120 см, окопи шириною до 210 см, перешкоди висотою до 8 см. Максимальна швидкість складала 23 км/год.
У башті типу APX1 знаходилась гармата SA34 калібром 47 мм та кулемет калібру 7,5 мм. Ще один кулемет калібру 7,5 мм був розміщений у корпусі.
На танках другої партії встановлювалась башта APX4 з гарматою SA 35, що мала значно кращі бронебійні властивості.